# Histoire philatélique et postale de la Tunisie
Cet article présente l'histoire postale et philatélique de la Tunisie.

## Bureaux français en Tunisie

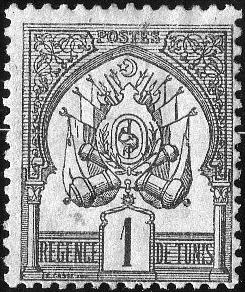
Premier timbre de Tunisie.

C'est en 1847 que sont réalisés les premiers éléments d'un service postal en Tunisie. Or, c'est l'administration française qui, bien avant l'instauration du protectorat, les organise. Le service postal est instauré, sous la forme d'une distribution confiée à l'agent consulaire français de Tunis, lors de l'établissement d'un service français bimensuel de paquebots entre Bône et La Goulette. Sadok Bey se préoccupe par la suite de l'organisation de transports à l'aide de diligences et d'un service régulier de courriers, mais, semble-t-il, sans grand résultat.
Il n'existe encore, en 1881, que sept distributions postales installées aux diverses escales de la côte et gérées par les agents consulaires de France. L'escale de Tunis possède uniquement une recette et le trafic est limité à l'échange des correspondances ordinaires. Parallèlement, les agents consulaires italiens font le service de la poste italienne dans les ports de relâche des paquebots italiens. Ce n'est qu'à partir de 1881, après la signature du traité de protectorat, que le service postal peut être réellement organisé par l'administration française puis, à dater d'une nouvelle convention passée le 1er juillet 1888, par l'Office tunisien des postes et des télégraphes. Il met en place des bureaux dans lesquels sont utilisés les timbres français. Le 2 juillet 1888 a lieu l'émission du premier timbre-poste tunisien.

### Bureau de Tunis
Le bureau de Tunis est ouvert en 1847. Les timbres de l'Empire français à l'effigie de Napoléon III y sont rapidement utilisés avec des oblitérations de type cachet à date.
Un cachet d'oblitération par losange gros chiffres avec pour numéro 5107 est mis en service vers 1862. 
À partir de 1876 les timbres au type Sage ont été utilisés avec une oblitération par cachet à date.

### Bureau de La Goulette
Le bureau de La Goulette a été ouvert vers 1863. Les premiers timbres utilisés ont été des timbres dentelés du Empire français à l'effigie de Napoléon III de l'émission de 1862. Ils étaient oblitérés avec le losange gros chiffre de numéro 5121. Comme pour Tunis, les cachets à date ont été utilisés sur des timbres au type Sage à partir de 1876.

### Bureau de Sfax
L'ouverture du bureau de Sfax a été plus tardive. La seule apparition citée dans le catalogue Dallay concerne des oblitérations par cachets à date sur le 25 centime bistre sur jaune émis en 1879.

## Bureaux italiens en Tunisie
La Poste du royaume de Piémont-Sardaigne puis son successeur, la Poste du royaume d'Italie, ont exploité des bureaux en Tunisie à partir de 1852, tout d'abord à Tunis puis à La Goulette et Sousse. Ces bureaux ont fermé en 1897, bien après la mise en place du protectorat français.

## Protectorat français

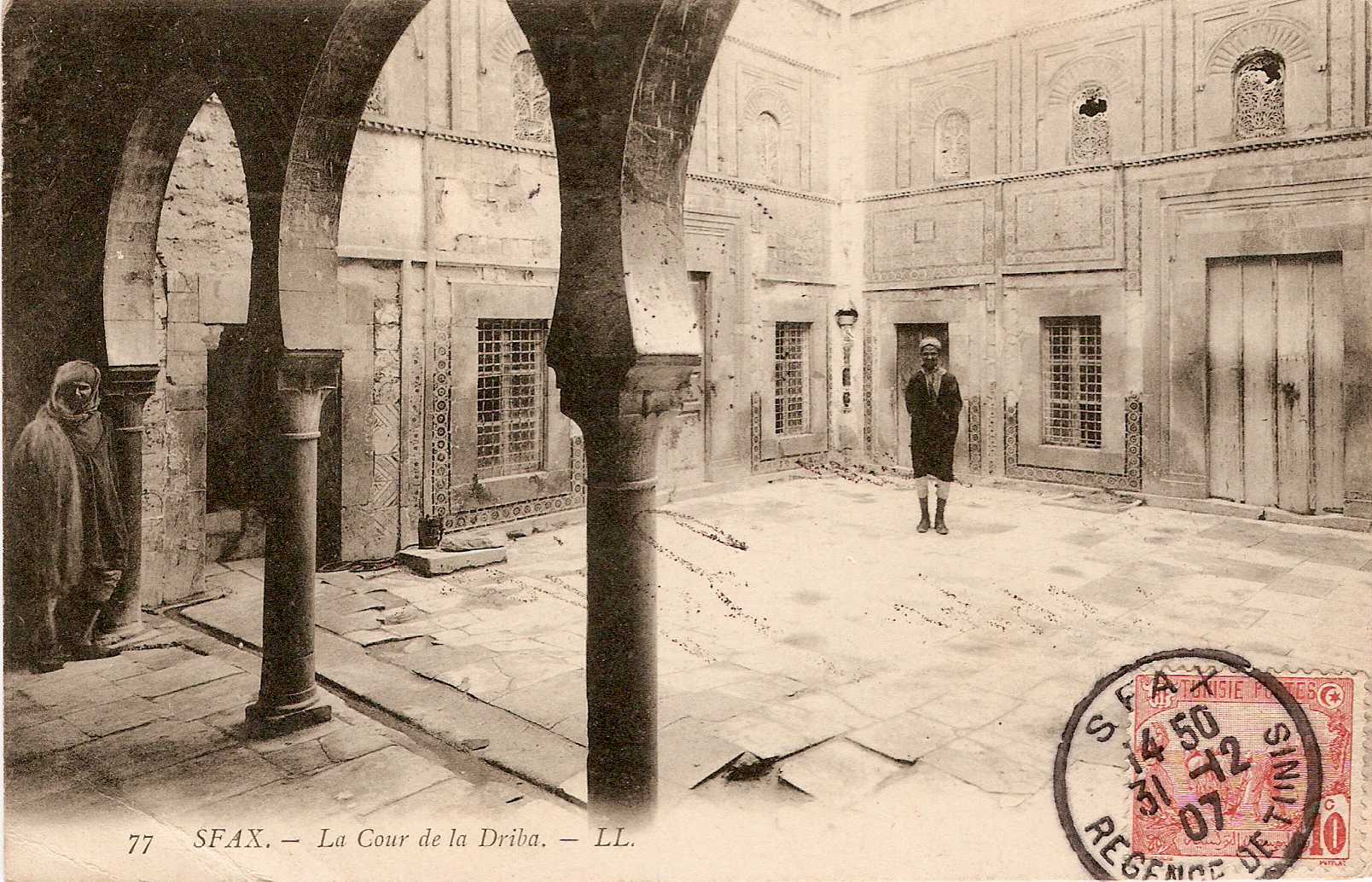
Carte affranchie avec un 10 centime rose (laboureurs) de 1906.

Les premiers timbres de Tunisie sont émis en 1888 et représentent les armoiries de la Tunisie. Ce thème sera utilisé avec des variantes légères jusqu'en 1902.
En 1906, une nouvelle série est émise. Elle est composée de 13 timbres avec des sujets et formats différents :
- Mosquée de Kairouan, petit format vertical : 1 centimes (noir sur jaune), 2 centimes (brun-jaune sur paille), 3 centimes vert ;
- Laboureurs, petit format horizontal : 10 centimes rose, 15 centimes violet, 20 centimes brun, 25 centimes bleu ;
- Ruines de l'aqueduc de Zaghouan, grand format horizontal : 15 centimes, 40 centimes, 75 centimes ;
- Galère carthaginoise, grand format horizontal : 1 francs, 2 francs, 5 francs.

## République tunisienne
- Timbres de Tunisie 2005
- Timbres de Tunisie 2006